# Xanthohumol
Xanthohumol é uma molécula polifenólica da família dos flavonóides prenilados. Um produto natural encontrado nas inflorescências femininas de Humulus lupulus, também conhecido como lúpulo. Este composto também é encontrado na cerveja e pertence a uma classe de compostos que contribuem para o amargor e o sabor do lúpulo.  O xantohumol é um calcóide prenilado, biossintetizado por uma policetídeo sintase tipo III (PKS) e enzimas modificadoras posteriores.  